# Kreisgericht Rössel
Das Kreisgericht Rössel war ein preußisches Kreisgericht in der damaligen Provinz Preußen mit Sitz in der Kreisstadt Rössel.

## Geschichte
In Bezirk des Kreisgerichts Rössel bestanden bis 1849 das königliche Land- und Stadtgericht Rößel sowie viele Patrimonialgerichte.
1849 wurden in Preußen einheitlich Kreisgerichte geschaffen. Hierbei wurde die Patrimonialgerichtsbarkeit abgeschafft und die Patrimonialgerichte wurden aufgehoben. Auch die eingangs genannten Gerichte wurden aufgehoben und es entstand das Königliche Kreisgericht Rössel im Sprengel des Ostpreußischen Tribunals zu Königsberg. Es war für den Landkreis Rößel und den Landkreis Rastenburg zuständig.
Schwurgerichtssachen wurden am Kreisgericht Bartenstein verhandelt. Am Gericht waren 1870 ein Direktor und elf Kreisrichter eingesetzt. 1870 betrug die Zahl der Gerichtseingesessenen 89.787. Eine Gerichtsdeputation wurde in Rastenburg, Gerichtskommissionen wurden in Barten, Bischofsburg, Bischofstein und Seeburg eingerichtet. Gerichtstage wurden in Drengfurth gehalten.
Im Rahmen der Reichsjustizgesetze wurde das Gerichtswesen in Deutschland 1879 vereinheitlicht. Damit wurde das Kreisgericht Rössel aufgehoben und das königlich preußische Amtsgericht Rößel mit Wirkung zum 1. Oktober 1879 als eines von sechzehn Amtsgerichten im Bezirk des Landgerichtes Bartenstein als Nachfolger gebildet.

## Richter
- August Uedinck (Kreisgerichtsdirektor ab 1861)